# Ambrosio de Funes Villalpando y Abarca de Bolea
Ambrosio de Funes Villalpando y Abarca de Bolea (Saragossa, 1720 – Madrid, 15 de juliol de 1780), conegut com el Comte de Ricla, va ser un general aragonès, virrei de Navarra i capità general de Cuba i de Catalunya.

## Biografia
Era fill de José Pedro de Alcántara y Funes de Villalpando, V comte d'Atares i cosí del comte d'Aranda. Des d'adolescent va ser canalitzat pel seu pare cap a la carrera militar, als vint anys participa en la Guerra de Successió Austríaca (1745-1748), on els seus èxits militars en el setge de Cuneo li valgueren l'ascens a coronel. En 1747 fou ascendit a mariscal de camp i fou governador militar de Jaca i Cartagena. En 1763 fou nomenat capità general de l'illa de Cuba i totes les terres pertanyents a aquesta capitania, Puerto Rico, La Florida, Louisiana i Santo Domingo.
La seva administració comença després de ser recuperada l'Havana de mans dels anglesos, que un any abans havien aconseguit fer capitular la vila. A l'Havana realitza una interessant tasca de reorganització i ampliació de l'exèrcit i completa el sistema de fortaleses de l'Havana, començant els treballs de construcció de la fortalesa de San Carlos de la Cabaña, la major fortificació colonial construïda en el continent americà, després del Complex Militar del Castell de San Felipe del Morro i del de San Cristóbal de los Caballeros a San Juan de Puerto Rico.
Acabat el seu període de governació a Cuba, torna a Espanya, on és nomenat Virrei de Navarra (1765-1767) i capità general de Catalunya (1767-1772). Durant el seu mandat va concedir a la Junta de Comerç de Barcelona l'edifici de la Llotja de Mar. També va restaurar els balls de disfresses i impulsà el Teatre de la Santa Creu de Barcelona. Quan deixà la capitania Carles III el va nomenar secretari de guerra. El 1773 hagué de destituir el seu successor en la capitania de Catalunya, Bernardo O'Connor y O'Phaly, perquè la seva decisió d'instaurar la milícia obligatòria va provocar l'avalot de les quintes.
Morí a Madrid, el 15 de juliol de 1780.